# Trois gardiens de la loi
 (août 2023).
Si vous disposez d'ouvrages ou d'articles de référence ou si vous connaissez des sites web de qualité traitant du thème abordé ici, merci de compléter l'article en donnant les références utiles à sa vérifiabilité et en les liant à la section « Notes et références ».
Les Trois gardiens de la loi est le nom populaire dans la littérature de la Conquête de l'Ouest pour décrire trois représentants de la loi devenus légendaires dans la poursuite de nombreux hors-la-loi de la fin du XIXe siècle. Les US Marshals adjoints Bill Tilghman (1854-1924), Chris Madsen (1851-1944), et Thomas Heck (1850-1912) servaient alors sous les ordres du marshal des États-Unis Evett Dumas Nix. 

## Carrière et la notoriété
Début 1889, ils commencèrent à "nettoyer" une partie de ce qui est devenu l'État de l'Oklahoma. Largement considérés comme honnêtes, consciencieux, et compétents, ils furent responsables de la neutralisation de nombreux hors la loi dans les Territoires Indiens et leurs environs. Au cours de la décennie suivante, ils arrêtèrent plus de 300 desperados et en abattirent plusieurs autres. Tous les trois avaient la réputation d'être déterminés dans leur poursuite et chacun a été reconnu pour ses propres capacités d'enquête et de poursuite. Ironiquement, le surnom de "Trois gardiens de la Loi" leur fut donné par les hors-la-loi qu'ils poursuivaient. Thomas Heck, réputé pour les traquer sans relâche, fut nommément cité par un membre du gang des Dalton, Emmett Dalton, comme étant l'une des raisons de leur tentative de double hold-up simultanée dans des banques de Coffeyville, Kansas. Ils envisageaient ainsi de faire "un gros coup" avant de quitter le pays sains et saufs. Mais la résistance des représentants de la loi et des citoyens de Coffeyville face à ce vol se termina par la mort de la plupart des membres du gang.
Leur réputation de traqueurs sans relâche fut encore rehaussée par la traque du Wild Bunch Doolin Gang, gang formé par une partie des survivants du gang des Dalton. Les trois homes de loi éliminèrent de nombreux membres en abattant systématiquement ceux qui résistaient à leur arrestation et en incarcérant ceux qui se rendaient. L'US Marshal adjoint Heck Thomas tua ainsi le chef du gang Bill Doolin. L'US Marshal adjoint Chris Madsen conduisit le posse qui abattit les membres "Dynamite Dan" Clifton et Richard "Little Dick" West. L'US Marshal adjoint Tilghman fut quant à lui responsable de la mort de William F. "Little Bill" Raidler. D'autres membres du gang furent arrêtés ou abattus par eux.

## Des années plus tard
Thomas Heck, à la retraite en 1905, accepta en 1907 le poste de chef de la police de Lawton, Oklahoma. Il est mort en 1912, d'une maladie des reins.
Bill Tilghman prit sa retraite en 1910 et fut élu au siège de sénateur de l'état de l'Oklahoma. Pendant la nuit d'Halloween 1924, Tighman, âgé de 70 ans fut abattu par un agent de la prohibition corrompu, Wiley Lynn. Ce dernier servait alors comme Marshal de la ville de Cromwell (Oklahoma). Cromwell, à cette époque, était une ville "sauvage", qui ne vivait que par ses maisons closes, ses salles de jeux et ses saloons. Un mois après sa mort, la ville entière fut détruite par les flammes, aucune maison ne restant debout. Chris Madsen et les anciens camarades de Tilghman furent suspectés, mais aucune enquête sur cet incident ne fut conduite. La ville ne fut jamais reconstruite, sa population étant passée, à l'époque, de 2 000 habitants à moins de 300.
Madsen avait pris sa retraite en 1905 et mourut en 1944, à l'âge de 93 ans.